# Romance (single)
Romance is een single van Severin Browne, een jongere broer van Jackson Browne. Het nummer werd geschreven door Jules Shear, die later successen kende met Cyndi Lauper en The Bangles. 
Browne bracht het nummer uit in de stijl funk/soul. Hiervoor had hij ook al enkele singles uitgebracht en dit nummer is afkomstig van zijn tweede album New improved Severin Browne (1974). Van de single verschenen promoversie en een reguliere versie met The sweet sound of your op de B-klant. De single is niet terug te vinden in de hitlijsten.

## The Cats
Van de Nederlandse band The Cats verscheen in 1976 een cover in de periode dat ze hun tweede album lieten produceren door de Amerikaanse producer Al Capps. De muziekproducent werd op de Nederlandse persing niet vermeld, er is echter een promoversie bekend en daar wordt producer Al Capps genoemd. Op de B-kant staat een eigen nummer, Nobody cares, dat werd geschreven door Cees Veerman.

## Hitnoteringen

### Nederlandse Top 40
De single behaalde niet het succes van eerdere jaren en kwam niet verder dan plaats 25 in de Top 40, waar het al met al vier weken in stond. De andere hitlijsten van Nederland en België haalde het niet.
| Positie: | 33 | 28 | 25 | 39 | uit |